# Liste der luxemburgischen Botschafter in Deutschland
Liste der luxemburgischen Botschafter in Deutschland.

## Botschafter

### Luxemburgische Gesandte beimDeutschen Bund
1816-1866: Mitgliedschaft im Deutschen Bund in Personalunion mit dem niederländischen Königshaus Oranien-Nassau

### Luxemburgische Gesandte imDeutschen Reich
1867: Aufnahme diplomatischer Beziehungen zum Norddeutschen Bund, 1871: zum Deutschen Reich
- 1867–1875: Gottfried Föhr (1824–1875)
- 1875–1888: Paul Eyschen (1841–1915)
- 1889–1916: Hippolyte Émile de Villers (1843–1920)
- 1916–1918: Ernest Arendt (1855–1918)
- 1918–1923: Jean Pierre Kirsch (1859–1923)
- 1923–1925: unbesetzt
- 1925–1935: Nikolaus Kirsch-Puricelli (1866–1936)
- 1936–1938: Alphonse Nickels (1881–1944)
- 1938–1940: Albert Wehrer (1895–1967)

1940: Abbruch der Beziehungen infolge der deutschen Besetzung Luxemburgs

### Luxemburgische Botschafter in der BundesrepublikDeutschland
1946: Aufnahme diplomatischer Beziehungen
- 1946–1951: Albert Wehrer (1895–1967)
- 1951–1961: Pierre Majerus (1909–?)
- 1961–1968: Jean-Pierre Kremer (1903–1990)
- 1968–1977: Nicolas Hommel
- 1977–1979: Marcel Fischbach (1914–1980)
- 1979–1984: Georges Heisbourg (1918–2008)
- 1984–1997: Adrien Meisch (1930–2020)
- 1997–2004: Julien Alex
- 2004–2008: Jean Auguste Joseph Welter
- 2008–2012: Martine Schommer (* 1961)
- 2012–2017: Georges Santer (* 1952)
- 2017–2022: Jean Graff (* 1964)
- 2022–2024: Jean-Paul Senninger (* 1958)
- seit 2024: Sylvie Lucas (* 1965)